# Meghann Shaughnessyová
Meghann Shaughnessyová (* 13. dubna 1979, v Richmondu, Virginie, USA) je současná americká profesionální tenistka, vítězka Turnaje mistryň ve čtyřhře v roce 2004. Na okruhu je známá především svým dělovým servisem.
Ve své dosavadní kariéře vyhrála 6 turnajů WTA ve dvouhře a 15 turnajů ve čtyřhře.

## Finálové účasti na turnajích WTA (38)

### Dvouhra - výhry (6)
| Legenda                     |
| Kategorie Tier III (1)      |
| Kategorie Tier IV (4)       |
| Kategorie Tier V (1)        |
| Kategorie Premier (0)       |
| Kategorie International (0) |

| Č. | Datum           | Turnaj               | Povrch    | Soupeřka ve finále     | Výsledek      |
| 1. | 22. říjen 2000  | Šanghaj, Čína        | tvrdý     | Iroda Tuliaganovová    | 7-6(2), 7-5   |
| 2. | 23. září 2001   | Quebec, Kanada       | tvrdý (h) | Iva Majoliová          | 6-1, 6-3      |
| 3. | 12. leden 2003  | Canberra, Austrálie  | tvrdý     | Francesca Schiavoneová | 6-1, 6-1      |
| 4. | 21. květen 2006 | Rabat, Maroko        | antuka    | Martina Suchá          | 6-2, 3-6, 6-3 |
| 5. | 26. srpen 2006  | Forest Hills, USA    | tvrdý     | Anna Smašnovová        | 1-6, 6-0, 6-4 |
| 6. | 16. červen 2007 | Barcelona, Španělsko | antuka    | Edina Gallovitsová     | 6-3, 6-2      |

### Dvouhra - prohry (4)
| Legenda                |
| Kategorie Tier II (3)  |
| Kategorie Tier III (1) |

| Č. | Datum          | Turnaj            | Povrch    | Vítězka              | Výsledek    |
| 1. | 4. březen 2001 | Scottsdale, USA   | tvrdý     | Lindsay Davenportová | 6-2, 6-3    |
| 2. | 6. květen 2001 | Hamburk, Německo  | antuka    | Venus Williamsová    | 6-3, 6-0    |
| 3. | 13. leden 2002 | Sydney, Austrálie | tvrdý     | Martina Hingisová    | 6-2, 6-3    |
| 4. | 19. únor 2005  | Memphis, USA      | tvrdý (h) | Věra Zvonarevová     | 7-6(3), 6-2 |

### Čtyřhra - výhry (15)
| Legenda                |
| WTA Championships (1)  |
| Kategorie Tier I (5)   |
| Kategorie Tier II (4)  |
| Kategorie Tier III (5) |

| Č.  | Datum             | Turnaj                      | Povrch      | Partnerka              | Soupeřky ve finále                               | Výsledek         |
| 1.  | 5. listopad 2000  | Quebec, Kanada              | tvrdý (h)   | Nicole Prattová        | Kimberly Po-Messerliová Els Callensová           | 6-3, 6-4         |
| 2.  | 13. květen 2001   | Berlín, Německo             | antuka      | Els Callensová         | Jelena Lichovcevová Cara Blacková                | 6-4, 6-3         |
| 3.  | 6. leden 2002     | Gold Coast, Austrálie       | tvrdý       | Justine Heninová       | Miriam Oremansová Åsa Svenssonová                | 6-1, 7-6(6)      |
| 4.  | 5. říjen 2003     | Moskva, Rusko               | koberec (h) | Naďa Petrovová         | Věra Zvonarevová Anastasija Myskinová            | 6-3, 6-4         |
| 5.  | 4. duben 2004     | Miami, USA                  | tvrdý       | Naďa Petrovová         | Jelena Lichovcevová Světlana Kuzněcovová         | 6-2, 6-3         |
| 6.  | 11. duben 2004    | Amelia Island, USA          | antuka      | Naďa Petrovová         | Alicia Moliková Myriam Casanová                  | 3-6, 6-2, 7-5    |
| 7.  | 9. květen 2004    | Berlín, Německo             | antuka      | Naďa Petrovová         | Conchita Martínezová Janette Husárová            | 6-2, 2-6, 6-1    |
| 8.  | 16. květen 2004   | Řím, Itálie                 | antuka      | Naďa Petrovová         | Paola Suárezová Virginia Ruanová Pascualová      | 2-6, 6-3, 6-3    |
| 9.  | 25. červenec 2004 | Los Angeles, USA            | tvrdý       | Naďa Petrovová         | Virginia Ruanová Pascualová Conchita Martínezová | 6-7(2), 6-4, 6-3 |
| 10. | 28. srpen 2004    | New Haven, USA              | tvrdý       | Naďa Petrovová         | Lisa Raymondová Martina Navrátilová              | 6-1, 1-6, 7-6(4) |
| 11. | 15. listopad 2004 | WTA Tour Championships, USA | tvrdý (h)   | Naďa Petrovová         | Rennae Stubbsová Cara Blacková                   | 7-5, 6-2         |
| 12. | 18. září 2005     | Bali, Indonésie             | tvrdý       | Anna-Lena Grönefeldová | Čeng Ťie Jen C’                                  | 6-3, 6-3         |
| 13. | 7. leden 2006     | Gold Coast, Austrálie       | tvrdý       | Dinara Safinová        | Rennae Stubbsová Cara Blacková                   | 6-2, 6-3         |
| 14. | 4. březen 2006    | Acapulco, Mexiko            | antuka      | Anna-Lena Grönefeldová | Emilie Loitová Šinobu Asagoeová                  | 6-1, 6-3         |
| 15. | 12. leden 2007    | Sydney, Austrálie           | tvrdý       | Anna-Lena Grönefeldová | Meilen Tuová Marion Bartoliová                   | 6-3, 3-6, 7-6(2) |

### Čtyřhra - prohry (13)
| Legenda                     |
| Kategorie Tier I (4)        |
| Kategorie Tier II (4)       |
| Kategorie Tier III (1)      |
| Kategorie Tier IV (3)       |
| Kategorie International (1) |

| Č.  | Datum           | Turnaj                | Povrch    | Partnerka                   | Vítězky                                        | Výsledek         |
| 1.  | 2. květen 1999  | Bol, Chorvatsko       | antuka    | Andreea Ehrittová-Vancová   | Michaela Paštiková Jelena Kostanićová Tošićová | 7-5, 6-7(1), 6-2 |
| 2.  | 16. květen 1999 | Antwerpy, Belgie      | antuka    | Louise Plemingová           | Katarina Srebotniková Laura Golarsová          | 6-4, 6-2         |
| 3.  | 22. říjen 2000  | Šanghaj, Čína         | tvrdý     | Rita Grandeová              | Tamarine Tanasugarnová Lilia Osterlohová       | 7-5, 6-1         |
| 4.  | 7. leden 2001   | Gold Coast, Austrálie | tvrdý     | Katie Schlukebirová         | Janette Husárová Giulia Casoniová              | 7-6(9), 7-5      |
| 5.  | 4. březen 2001  | Scottsdale, USA       | tvrdý     | Kim Clijstersová            | Rennae Stubbsová Lisa Raymondová               | bez boje         |
| 6.  | 14. říjen 2001  | Filderstadt, Německo  | tvrdý (h) | Justine Heninová            | Lisa Raymondová Lindsay Davenportová           | 6-4, 6-7(4), 7-5 |
| 7.  | 13. říjen 2002  | Filderstadt, Německo  | tvrdý (h) | Paola Suárezová             | Lisa Raymondová Lindsay Davenportová           | 6-2, 6-4         |
| 8.  | 17. leden 2004  | Sydney, Austrálie     | tvrdý     | Dinara Safinová             | Rennae Stubbsová Cara Blacková                 | 7-5, 3-6, 6-4    |
| 9.  | 19. březen 2005 | Indian Wells, USA     | tvrdý     | Naďa Petrovová              | Paola Suárezová Virginia Ruanová Pascualová    | 7-6(3), 6-1      |
| 10. | 18. březen 2006 | Indian Wells, USA     | tvrdý     | Virginia Ruanová Pascualová | Samantha Stosurová Lisa Raymondová             | 6-2, 7-5         |
| 11. | 16. duben 2006  | Charleston, USA       | antuka    | Virginia Ruanová Pascualová | Samantha Stosurová Lisa Raymondová             | 3-6, 6-1, 6-1    |
| 12. | 6. srpen 2006   | San Diego, USA        | tvrdý     | Anna-Lena Grönefeldová      | Rennae Stubbsová Cara Blacková                 | 6-2, 6-2         |
| 13. | 20. únor 2010   | Memphis, USA          | tvrdý (h) | B. Matteková-Sandsová       | Vania Kingová Michaëlla Krajiceková            | 7-5, 6-2         |

## Fed Cup
Meghann Shaughnessyová se zúčastnila 5 zápasů týmového Fed Cupu za tým Spojených států amerických s bilancí 3-4 ve dvouhře a 1-0 ve čtyřhře.

## Postavení na žebříčku WTA na konci sezóny

### Dvouhra
| Rok    | 1994 | 1995   | 1996   | 1997   | 1998  | 1999  | 2000  | 2001  | 2002  | 2003  | 2004  | 2005  | 2006  | 2007  | 2008   | 2009   |
| Pořadí | 705. | ▲ 425. | ▲ 187. | ▲ 164. | ▲ 72. | ▼ 97. | ▲ 39. | ▲ 12. | ▼ 30. | ▲ 17. | ▼ 40. | ▼ 66. | ▲ 37. | ▼ 53. | ▼ 838. | ▲ 586. |

### Čtyřhra
| Rok    | 2001 | 2002  | 2003  | 2004 | 2005  | 2006  | 2007  | 2008   | 2009   |
| Pořadí | 14.  | ▼ 17. | ▼ 25. | ▲ 6. | ▼ 19. | ▲ 15. | ▼ 17. | ▼ 268. | ▲ 221. |